# Albert Prévos
Albert Prévos (né le 11 février 1946 à Limoges) est inspecteur général de l'Éducation nationale, professeur agrégé de lettres classiques.

## Biographie

### 1946 - 1969

#### Études
Élève du lycée Gay-Lussac  à Limoges.

### Depuis 1969
Il a été successivement professeur de lettres à Mahajanga (Madagascar) au titre du service national de 1969 à 1971, puis au lycée de Bazas en 1971-72 et assistant à l'université de Bordeaux, avant de poursuivre sa carrière à l'étranger :
- professeur de littérature française à l’université du Tōhoku à Sendai (Japon) de 1972 à 1975,
- attaché culturel à l’Ambassade de France en Égypte au Caire de 1975 à 1979, époque à laquelle il fait la connaissance de Jean-Yves Empereur,
- conseiller culturel à Québec de 1979 à 1983.

Rentré en France en 1983, il est chargé de mission pour les relations internationales auprès du directeur général des enseignements supérieurs et de la recherche avant d’être nommé, en 1987, directeur du Centre national des œuvres universitaires et scolaires (CNOUS). Il est parallèlement président de l'Office du Tourisme universitaire (OTU).
En 1993, il prend la direction de la Délégation aux relations internationales et à la Francophonie du ministère de l'Enseignement supérieur et de la Recherche et, fin 1995, de la Délégation aux relations internationales et à la coopération du ministère de l’Éducation nationale, de l’enseignement supérieur et de la recherche jusqu'en 1999, date à laquelle il est nommé inspecteur général de l’Éducation nationale. Il est remplacé par Thierry Simon, conseiller de chambre régionale des comptes.
En septembre 2000, il est nommé directeur du Centre international d'études pédagogiques (CIEP), établissement public du ministère de la Jeunesse, de l'Éducation nationale et de la Recherche, poste qu'il quitte en septembre 2006.
Albert Prévos a enseigné à l'UFR de Science politique de l'université Paris I de 1990 à 2000 (communication sociale), date à laquelle il a été nommé professeur associé (communication des organisations internationales) à l'université Paris IV-Sorbonne (CELSA).
Le 1er septembre 2009, il est nommé assesseur du doyen de l'inspection générale de l'éducation nationale en remplacement de Claude Boichot.
Il est l’auteur de plusieurs rapports ministériels, notamment sur « Les conditions de vie des étudiants » en 1993 et sur « L’accueil des étudiants étrangers en France » en 1999.
Il est vice-président du Conseil Français des personnes Handicapées pour les questions Européennes (CFHE) ; membre élu du bureau national de la Fédération des Associations pour adultes et jeunes handicapés (APAJH). Il participe régulièrement aux « mercredi de la Halde sur la scolarisation des élèves handicapés ».
En 2010, il est élu président de l'Association des Amis du Centre d'études alexandrines pour l'Île-de-France.

## Erasmus
Albert Prévos est un des fondateurs du programme Erasmus en 1989, chargé à l'époque de lancer et mettre en place le programme en France, en tant que directeur du CNOUS.

## Distinctions
Albert Prévos est nommé chevalier de la Légion d'honneur le 23 août 1994, promu officier le 31 décembre 2005 puis commandeur le 13 juillet 2012.

## Publications
- Albert Prévos, Propositions pour améliorer l’accueil des étudiants étrangers en France : Rapport à Monsieur le Ministre de l’éducation nationale, de la recherche et de la technologie, Paris, La Documentation française, 1999
- Albert Prévos, Les réformes de l'enseignement technique et de la formation professionnelle dans l'économie de la connaissance : Défis et opportunités au niveau secondaire, CIEP, 2004 (ISBN 978-2-7082-4140-4)
- Albert Prévos, avec Jacques Mazeran, William Experton, Christian Forestier, André Gauron, Serge Goursaud, Jamil Salmi et Francis Steier, Les Enseignements supérieurs professionnels courts. Un défi éducatif mondial, Hachette Éducation, 2007
- Albert Prévos, avec Alain-Marie Bassy, Philippe Dulac, Alain Dulot, Rapport annuel des Inspections générales 2007, Ministère de l'éducation nationale, 2008 (ISBN 978-2-11-007025-8) À l'heure des nouvelles technologies et de la nécessaire prise en compte des publics en difficulté, quelles missions, quels enjeux, quels modes d'action pour l'établissement scolaire ?
- Albert Prévos, « L'Europe respectera la Convention des Nations Unies », APAJH. Additionnons nos différences, no 108,‎ 2011, p. 14-15